# 윤석배
윤석배(1988년 3월 21일~)는 대한민국의 뮤지컬 배우이다.

## 학력
- 세종대성고등학교 연극영화과
- 서울예술대학 무용과 댄스뮤지컬전공
- 서울예술대학교 공연창작학부 뮤지컬
- 런던스튜디오센터 뮤지컬/현대무용

## 공연
- 뮤지컬
  - 2005년 페임(4th김천전국연극제개막작) - 슬로모
  - 2006년 사운드오브뮤직 - 롤프
  - 2008년 혈의검 - 정처선
  - 2009년 어썸프람 - 루이스
  - 2010년 에디슨과유령탐지기 - 컬링컬링
  - 2010년 클럽십이야 - 웨이터
  - 2010년~2011년 마리아마리아 - 제자
  - 2010년~2011년 안전한나라에서꿈꾸는아이들 - 현이
  - 2011년 pmc 피노키오 - 귀뚜라미
  - 2011년 드림헤어 - 앙상블
  - 2012년 pmc 오즈의마법사 - 야옹이
  - 2012년 틀려도괜찮아 - 한심이
  - 2013년 pmc 보물섬 - 앵무새
  - 2014년 인어공주 - 캔디
  - 2014년 로보카폴리 - 김비서
  - 2015년 훈장개똥이 - 뚱이
  - 2016년 pmc피노키오 - 로메오
  - 2017년 그대와영원히 - 멀티
  - 2018년 공룡메카드 - 루이킴
  - 2019년 요괴메카드 - 다비
  - 2019년 달동네콤플렉스 - 득남
  - 2019년 마살라 - 앙상블
  - 2019년 숲속음악회에초대합니다 - 다람이
  - 2019년 하롱뚜뚜 - 앙상블
  - 2019년 컬러오브유어드림 - 멀티
  - 2021년~2024년 써니텐 - 멀티
  - 2021년 음악에세이 그대와영원히 - 멀티
  - 2021년~2022년 다시시작해 - 멀티
  - 2022년 여명의눈동자 - 앙상블
  - 2022년 환타 - 고대로
  - 2023년~2024년 목마른야채 - 자유
  - 2023년-2024년 어차피패밀리 - 멀티
  - 2024년 판타스틱런드리 - 멀티
  - 2024년 조이풀스탭 - 멀티
- 연극 
  - 2004년 명학소의북소리 - 옥수
  - 2013년 누구세요?! - 풍기
  - 2016년 행오버 - 설정
  - 2017년 셜록홈즈 - 맥도날드경감
  - 2023년 체인징파트너 - 김중매
  - 2023년 아버지제발쫌 - 멀티
  - 2023년 웃픈3일 - 동우
  - 2024년 남사친,여사친 - 민석
  - 2025년 소중한하루 - 현우
- 오페라 
  - 2012년~2013년 국립오페라단 <라보엠> - 거리의예술가
  - 2014년 국립오페라단 <돈카를로>
  - 2014년 국립오페라단 <카르멘>
  - 2014년 국립오페라단 <로미오와줄리엣>
  - 2015년 서울오페라앙상블 <운영>
  - 2015년 국립오페라단 <주몽>
  - 2016년 국립오페라단 <토스카>
  - 2016년 국립오페라단 <라트라비아타>
  - 2018년 서울시오페라단 <투란도트>
- 무용
  - 2005년 대전시립무용단 <우화등선>